# بحر فلوريس

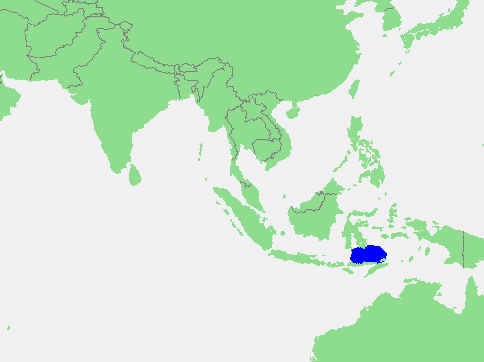
موقع بحر فلوريس في جنوب شرق آسيا

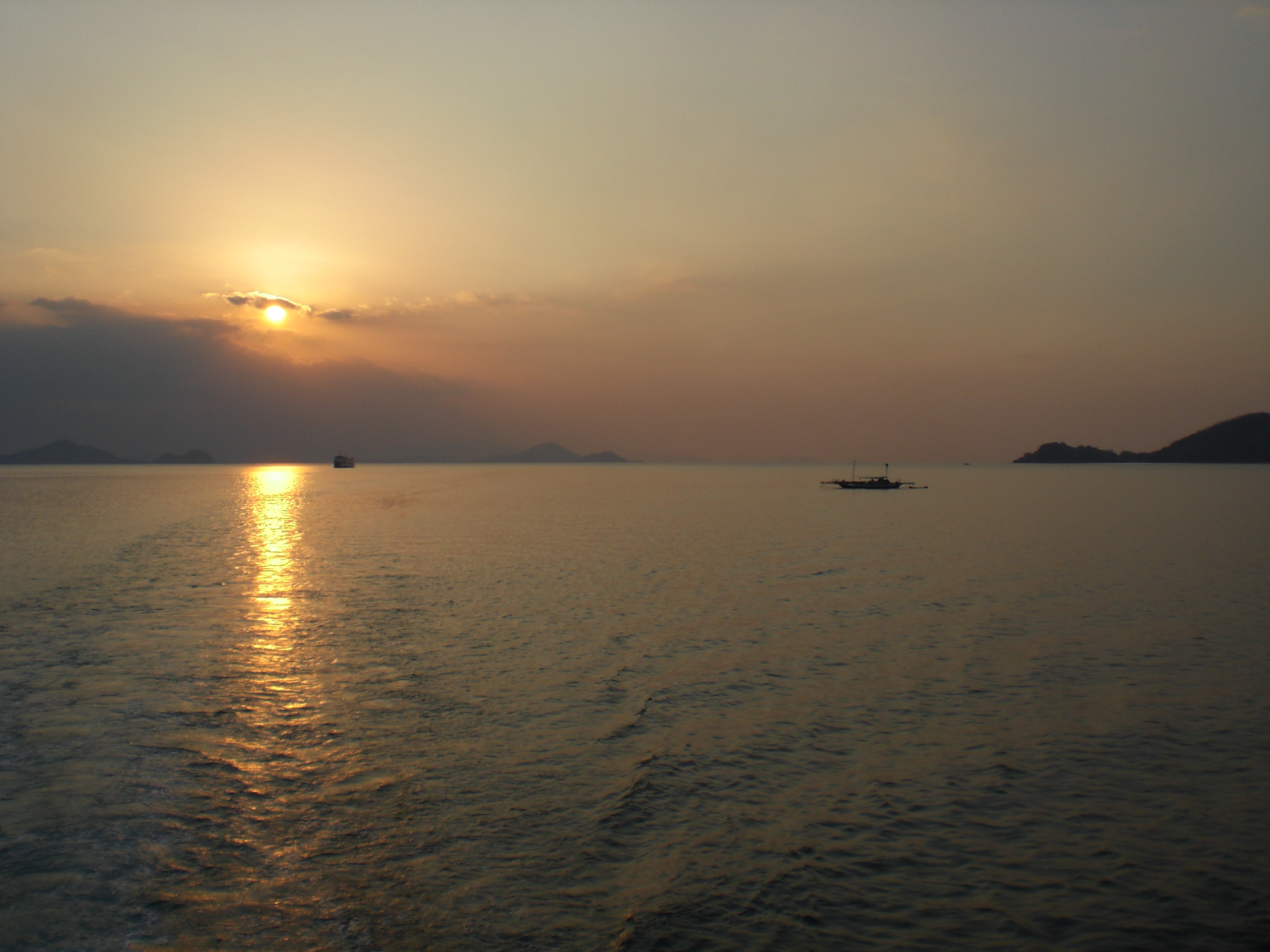
بحر فلوريس

يُغطي بحر الصند أو بحر فلوريس (بالإنجليزية: Flores Sea)‏، ما يعادل 93,000 ميل مربع (240,000 كيلومتر مربع) من مياه إندونيسيا. يحد البحر من الشمال سولاوسي، ومن الجنوب جزر سوندا، في فلوريس وسومباوا.

## معلومات جغرافية
يَحد بحر فلوريس بحر بالي (من الناحية الغربية) وبحر جاوة (من الناحية الشمالية الغربية) وبحر باندا (من الناحية الشرقية والشمالية الشرقية).
كما يَحده من الجنوب المحيط الهندي وبحر سافو غير أن هناك العديد من الجزر التي تفصلهما عن بحر فلوريس.
وتتمثل هذه الجزر في جزر سوندا الصغرى وجزيرة سيليبس (سولاوسي).

### الامتداد
تعرف المنظمة الهيدروغرافية الدولية (IHO) بحر فلوريس كواحد من الموارد المائية للأرخبيل الهندي الشرقي. تعرف المنظمة الهيدروغرافية الدولية (IHO) حدوده كما يلي:

من الشمال. الساحل الجنوبي لجزيرة سيليدس  [ك‍] [سولاوسي] الذي يمتد من الجهة الغربية لخليج Laikang () إلى Tanjong Lassa (120 درجة 28' شرقًا).
من الشرق. الحد الغربي لبحر باندا بين بحر فلوريس وسيليبس [أحد الطرق التي تمتد من الجهة الشمالية لبحر فلوريس () إلى جزيرة Kalaotoa () وخلال سلسلة الجزر التي تقع بين البحر وبين الجهة الجنوبية لجزيرة سيلايار وخلال هذه الجزيرة وعبر المضيق الذي يمتد إلى Tanjong Lassa، سيليبس ()].
من الجنوب. جزيرة كومودو وBanta (بانتا) اللتان تقعان على السواحل الشمالية لبحر فلوريس وأحد الطرق المؤدية إلى Tanjong Naroe التي تُمثل الجهة الشمالية الشرقية لجزيرة سومباوا، ومن هذا المكان إلى Tanjong Sarokaja على طول الساحل الشمالي للبحر ().
من الغرب. أحد الطرق التي تمتد من Tg Sarokaja إلى جزيرة Paternoster الغربية () ومن هذا المكان إلى جزيرة Postiljon الشمالية الشرقية () وإلى الجهة الغربية لخليج Laikang، سيليبس.

## وصلات خارجية
- http://visibleearth.nasa.gov/view_rec.php?id=6625 نسخة محفوظة 13 أكتوبر 2006 على موقع واي باك مشين.
- http://www.astrogeodata.it/id219.htm